# Coryphaenoides ferrieri
Coryphaenoides ferrieri es una especie de pez de la familia Macrouridae en el orden de los Gadiformes.

## Morfología
• Los machos pueden llegar alcanzar los 60 cm de longitud total.

## Hábitat
Es un pez de aguas profundas que vive entre 2.525-3.931 m de profundidad.

## Distribución geográfica
Es un endemismo del Océano Antártico.